# 6 Eskadra Lotnictwa Taktycznego
6 Eskadra Lotnictwa Taktycznego (6 ELT) – pododdział Wojsk Lotniczych.

## Formowanie
Z dniem 1 stycznia 2000 roku, na bazie rozformowanego 7 Pułku Lotnictwa Bombowo-Rozpoznawczego i 6 Pułku Lotnictwa Myśliwsko-Bombowego sformowana została 6 Eskadra Lotnictwa Taktycznego.  Eskadra przyjęła i dziedziczyła tradycje 6 Pułku Lotnictwa Myśliwsko-Bombowego.
1 kwietnia 2008 roku eskadra została włączona w skład eksperymentalnej 31 Bazy Lotnictwa Taktycznego w Krzesinach.

## Dowódcy eskadry
- ppłk dypl. pil. Wojciech Kokoszyński (2000 - 2001)
- ppłk dypl. pil. Adam Świerkocz (2001 - 2004)
- ppłk dypl. pil. Michał Erdmański (2004 - 2005)
- ppłk dypl. pil. Wojciech Stępień (2005 - 2006)
- mjr pil. mgr Piotr Turowski 2006
- ppłk dypl. pil. Zbigniew Zawada (2006 - 2008)